# Вадис, Александр Анатольевич
Александр Анатольевич Вадис (23 марта 1906 — 3 мая 1968) — советский контрразведчик, заместитель министра государственной безопасности Украинской ССР, генерал-лейтенант (1944).

## Биография
Родился в украинской крестьянской семье. С 1913 до 1917 учился в гимназии в города Бахмут. С ноября 1918 беспризорничал в Киеве. С июня 1920 до ноября 1922 служил в РККА. После демобилизации батрак у кулака Вильчинского в селе Конюшевка. В 1923 вступил в комсомол. С августа 1924 — секретарь районной ячейки ЛКСМ Украины, Немировский детдом, местечко Вахновка. С сентября 1925 — коммунар в коммуне «Пахарь». С декабря 1926 — заведующий районным детским бюро райкома ЛКСМ Украины, с июля 1927 — ответственный секретарь Винницкого райкома ЛКСМ Украины. Член ВКП(б) с апреля 1928. Снова в РККА курсант в 96-м стрелковом полку 96-й стрелковой дивизии с ноября 1928 до ноября 1930.
С 1930 — в ГПУ Украины. В 1938 — начальник Бердичевского городского отдела НКВД, начальник 4-го отделения 3-го отдела УГБ НКВД УССР. В 1939 — начальник 3-го отдела УГБ УНКВД Каменец-Подольской области. В 1941 — начальник УНКВД, начальник УНКГБ Тернопольской области, начальник Особого отдела НКВД 26-й армии. В 1941—1942 — заместитель начальника Особого отдела НКВД Юго-Западного фронта. В 1942 — начальник Особого отдела НКВД Брянского фронта. В 1942—1943 — начальник Особого отдела НКВД Воронежского фронта. В 1943—1945 — начальник Управления контрразведки СМЕРШ Центрального — Белорусского — 1-го Белорусского фронта — Группы советских оккупационных войск в Германии. В 1945—1946 — начальник Отдела контрразведки СМЕРШ, начальник Управления контрразведки МГБ Забайкальско-Амурского военного округа. В 1947—1951 — начальник Главного управления охраны МГБ СССР на железнодорожном и водном транспорте. В 1951 — заместитель министра государственной безопасности УССР.
24 ноября 1951 уволен из органов МГБ СССР. В 1951—1953 работал в системе ИТЛ МВД СССР. В 1952 исключён из коммунистической партии за злоупотребление служебным положением. 25 декабря 1953 уволен из органов МВД СССР «по фактам дискредитации». 23 ноября 1954 постановлением Совмина СССР № 2349-1118сс лишён воинского звания генерала «как дискредитировавший себя за время работы в органах… и недостойный в связи с этим высокого звания генерала».
Вслед за этим лишён пенсии, а в 1955 выселен из квартиры. До самой смерти в 1968 А. А. Вадис жил в съёмной комнате коммуналки и работал сторожем.
После 1957, когда маршал Г. К. Жуков был смещён с поста министра обороны, ему предлагали написать покаянное письмо Н. С. Хрущёву и подать заявление о восстановлении в КПСС, однако он категорически отказался это делать.

### Звания
- младший лейтенант ГБ (9 февраля 1936);
- лейтенант ГБ (23 августа 1938);
- старший лейтенант ГБ (22 июня 1939);
- капитан ГБ (6 ноября 1939);
- майор ГБ (28 июля 1941);
- старший майор ГБ (8 января 1942);
- комиссар ГБ (14 февраля 1943);
- генерал-майор (26 мая 1943);
- генерал-лейтенант (25 сентября 1944).[4]

### Награды
2 ордена Красного Знамени (26 апреля 1940 и ?), 2 ордена Ленина (8 февраля 1943 и 31 мая 1945), 2 ордена Красной Звезды (3 ноября 1944 и 24 августа 1949— награждение отменено Указом ПВС от 02.03.1964), 2 ордена Отечественной войны I степени (27 августа 1943 и 29 октября 1948), орден Кутузова I степени (6 апреля 1945), орден Кутузова II степени (23 августа 1944), 4 польских, 3 монгольских и 1 китайский орден, знак «Почётный работник ВЧК — ГПУ (XV)» (14 августа 1938), знак «Заслуженный работник НКВД» (28 мая 1941), 5 медалей.

## В искусстве
- Приказано уничтожить! Операция: «Китайская шкатулка», роль исполнил А. В. Тютин.
- Смерть Шпионам. Лисья нора (2012), роль исполнил Игорь Денисов.